# Аннетте Добмаєр
Аннетте Добмаєр (нім. Annette Dobmeier, нар. 10 лютого 1968) — німецька фехтувальниця на рапірах, срібна призерка Олімпійських ігор 1992 року, чемпіонка світу.

## Виступи на Олімпіадах
| Олімпіада      | Дисципліна           | Місце |
| -------------- | -------------------- | ----- |
| Барселона 1992 | індивідуальна рапіра | 34    |
| Барселона 1992 | командна рапіра      | 2     |